# Malarina monteithi
Espèce
Malarina monteithi est une espèce d'araignées aranéomorphes de la famille des Stiphidiidae.

## Distribution
Cette espèce est endémique du Queensland en Australie. Elle se rencontre sur le plateau d'Atherton.

## Description
La carapace de la femelle holotype mesure 1,4 mm de long sur 1,1 mm de large, son abdomen 1,7 mm de long. La carapace du mâle paratype mesure 1,5 mm de long sur 1,2 mm de large, son abdomen 1,7 mm de long.

## Étymologie
Cette espèce est nommée en l'honneur de Geoff B. Monteith.

## Publication originale
- Davies & Lambkin, 2000 : Malarina, a new spider genus (Araneae: Amaurobioidea: Kababinae) from the wet tropics of Queensland, Australia. Memoirs of the Queensland Museum, vol. 45, p. 273-283 (texte intégral).